# Яровое (Черкасская область)
Яровое (укр. Ярове) — село в Каменском районе Черкасской области Украины.
Население по переписи 2001 года составляло 177 человек. Почтовый индекс — 20824. Телефонный код — 4732.

## Местный совет
20824, Черкасская обл., Каменский р-н, с. Райгород, ул. Красноармейская, 1